# 마쿠라코토바
마쿠라코토바(枕詞)는 일본어 와카에 사용되는 수식어 그룹의 일종으로, 특정한 단어앞에 붙어서 그 의미를 강조하거나, 정서를 환기시키거나, 어조를 고르게 하는 기능을 한다. 조코토바(序詞)와 더불어 만엽집에서 많이 쓰인 기법이다.
마쿠라코토바는 현대 일본어의 문자 표기에도 일종의 숙자훈으로서 남아 있다. 예를 들면 아스카나 가스가라는 지방을 ‘새가 나는 아스카(飛鳥の明日香)’, ‘봄날의 가스가(春日の霞処)’라고 썼기 때문에 ‘아스카(飛鳥)’, ‘가스가(春日)’와 같은 한자 표기가 생긴 것이다.

## 형식적 특징과 기능
일반적으로 오음절이며, 첫 구에 쓰인다. 와카 이외에 지리지인 《풍토기》(風土記)에도 사용되었다. 헤이안 시대이후에는 이하에 오는 구와 의미적으로 연결되지 않은 예가 많아서 어떤 의도로 쓰였는지 알기 힘든 경우가 많다.
마쿠라코토바의 기원에 대하여 일본의 민속학자인 오리구치 시노부는 속담에서 유래했으며, 노리토(祝詞)와 마찬가지로 주술적인 의미를 갖는 특수한 말이었다고 설명하여 학계의 지지를 얻었다. 기기가요(記紀歌謡)등에 등장하는 오래된 마쿠라코토바가 특정 지명이나 인명의 앞에 놓여 피수식어를 찬양하는 표현으로 여겨졌기 때문이다.
그러나, 만엽집에는 연상이나 고로아와세에 의한 것이 많아서 오리구치의 설명으로는 해석되지 않으므로, 언어유희의 일종으로 보는 시각도 있다. 905년에 성립된 고금화가집(古今和歌集)이래로 매우 형식적으로 사용되어 만엽집처럼 새로운 마쿠라코토바가 등장하는 일은 없었다.
언어유희의 일례로는
- 아시히키노(足引きの)→다리를 잡아 끄는(곳)→산(山)
- 아즈사유미(梓弓)→활(弓)의 현(弦)을 당긴다(張る)[1]→봄(春) 그러나 상대가나 사용법은 오늘날의 현대가나 사용법과 다르기 때문에 이것은 아스카 시대에 활약한 가인 가키노모토노 히토마로의 해석으로 여겨진다. 가키노모토노 히토마로 이전에는 4음절의 마코라코토바도 많았는데, 가키노모토노가 와카를 31자로 정형화시키면서 글자수를 5음절로 맞춘 것으로 생각된다.

마쿠라코토바중 의미 불명의 것을 중심으로 고대 한국어와의 연관성에 착안한 연구도 한일 양국에서 있었으나, 오늘날 일본에는 양자의 연관성은 부정되고 있다. 마쿠라코토바중에는 한반도와 관련 있는 것도 있는데, 栲衾란 신라(新羅) 앞에 붙는 마쿠라코토바이다. 이는 다쿠부스마의 색깔이 흰 것과 신라의 일본명인 しらぎ 시라기[*]에서 しら 시라[*]가 흰 색을 나타내는데서 유래한다.

## 마쿠라코토바 목록
- 茜さす（あかねさす）→日、昼、紫、照る、君
- 秋津島（あきつしま）→大和
- 朝露の（あさつゆの）→消（け）、消え、おく、命
- 足引きの（あしびきの）→山、峰、尾の上 など
- 梓弓（あづさゆみ）→引く、張る（春）、射る、音、末（すゑ）
- 天離る（あまざかる）→日、鄙（ひな）、向かふ
- 天の原（あまのはら）→ふりさけ見る、富士
- 新玉の（あらたまの）→年、月、日 など
- 青丹よし（あをによし）→奈良
- 鯨魚取り（いさなとり）→海、浜、灘
- 石の上（いそのかみ）→布留（ふる）、古、降る
- 岩走る（いはばしる）→垂水（たるみ）、滝
- 空蝉の（うつせみの）→命、世、人、身　など
- 烏羽玉の（うばたまの）→黒、闇、夜、夢
- 味酒（うまさけ）→三輪
- 大船の（おほふねの）→頼み、たゆたふ
- 神風の（かむかぜの）→伊勢
- 唐衣（からころも）→着る、裁つ、袖、裾
- 草枕（くさまくら）→旅、ゆふ、仮、露、結ぶ
- 紅の（くれなゐの）→色、うつし心、浅
- 三枝の（さきくさの）→中
- 細波の（ささなみの）→近江、大津、志賀、なみ、寄る、夜　など
- 敷島の（しきしまの）→大和（やまと）、日本、世
- 白妙の（しろたへの）→衣（ころも）、袖、袂、雪、雲
- 高砂の（たかさごの）→待つ、尾の上（をのへ）
- 玉櫛笥（たまくしげ）→ふた、箱、み、あく　など
- 玉の緒の（たまのをの）→長し、短し、絶ゆ、乱る など
- 垂乳根の（たらちねの）→母、親
- 千早振る（ちはやふる）→神、氏（うぢ）、宇治
- 露霜の（つゆじもの）→消（け）、置く、秋
- 飛ぶ鳥の（とぶとりの）→明日香
- 夏草の（なつくさの）→しげき、深く、かりそめ　など
- 鵺鳥の（ぬえどりの）→のどよふ、うらなげ、片恋
- 射干玉の（ぬばたまの）→黒、髪、夜、夕べ、月、妹 など
- 唐棣色の（はねずいろの）→うつろい易き
- 柞葉の（ははそはの）→母
- 春霞（はるがすみ）→春日（かすが）、立つ、おぼ
- 久方の（ひさかたの）→天（あめ、あま）、雨、月、雲、空、光 など
- 冬籠り（ふゆごもり）→春
- 水篶刈る（みすずかる） →信濃
- 水鳥の（みづどりの）→浮き、立つ、青葉、鴨
- 百伝ふ（ももづたふ）→八十（やそ）、五十（い）、渡る、津
- 八雲立つ（やくもたつ）→出雲
- 山川の（やまがはの）→あさ、おと、たぎつ
- 夕月夜（ゆふづくよ）→暁闇（あかときやみ）、をぐら、入る
- 若草の（わかくさの）→夫（つま）、妻、新（にひ）、若
- ありきのの →冴（さゑ）

## 일본외의 예
마쿠라코토바는 일본 특유의 현상은 아니며, 다른 나라에도 수식어의 일종으로, 세부형식은 다르지만 존재한다.
그리스의 시인 호메로스는 대표적인 경우로 swift-footed Achilles, crafty Aegisthus, wily Odysseus (or Odysseus of many wiles)등, 등장인물들의 이름앞에 수식어를 붙였다. 구약성경이나, 페르시아어 텍스트등에도 보인다.

## 같이 보기
- 의성어
- 케닝그